# Конвенція ООН про боротьбу проти незаконного обігу наркотичних засобів та психотропних речовин
Конве́нція ОО́Н про боротьбу́ про́ти незако́нного о́бігу наркоти́чних за́собів та психотро́пних речови́н — юридично обов'язкова для держав-учасниць міжнародна угода, яка розширила міжнародно-правові зобов'язання порівняно з попередніми міжнародними угодами (Єдиною конвенцією про наркотичні засоби та Конвенцією про психотропні речовини), вимагаючи від держав не лише криміналізувати виробництво та торгівлю наркотиками, а й їх придбання та зберігання. Документ прийнятий на тлі збільшення у 1980-х роках зловживань канабісом, кокаїном (у формі гідрохлориду та креку) та героїном у Західній Європі та США, яке досягло масштабів епідемії, охопивши всі соціально-економічні групи.